# Floridinella parvula
Floridinella parvula är en mossdjursart som beskrevs av Canu och Bassler 1928. Floridinella parvula ingår i släktet Floridinella och familjen Onychocellidae. Inga underarter finns listade i Catalogue of Life.